# كرة القدم في الدورة الرياضية العربية الثانية بيروت 1957
كرة القدم في الدورة الرياضية العربية الثانية بيروت 1957

## نظام البطولة
اشترك في المسابقة ثمانية منتخبات عربية، قسمت على مجموعتين، لعبت كل مجموعة بطريقة الدوري لمرحلة واحدة، ليتأهل أول وثاني كل مجموعة إلى الدور نصف النهائي، ليلعب الفائزان في نصف النهائي على الميدالية الذهبية، ويلتقي الخاسران لتحديد المركز الثالث، وقد فازت سوريا بالميدالية الذهبية بالدورة.

## الدول المشاركة
| - لبنان - سوريا - ليبيا - الأردن | - المغرب - تونس - العراق - السعودية |

## النتائج الكاملة

### المجموعة الأولى
- المغرب  3-3  العراق
- يوم السبت 19 أكتوبر 1957 تونس  4-3  ليبيا سجل لليبيا علي الشعالية هدفين وعمر الفلاح هدف
- يوم الاثنين 21 أكتوبر 1957 المغرب  5-1  ليبيا سجل لليبيا مفتاح الأصفر
- تونس  4-2  العراق
- المغرب  3-1  تونس
- يوم الأربعاء 23 أكتوبر 1957 العراق  3-1  ليبيا سجل لليبيا علي الشعالية

#### ترتيب المجموعة الأولى
| ت | الفريق | م | ف | ت | خ | ل | ع | ن |
| - | ------ | - | - | - | - | - | - | - |
| 1 | المغرب | 3 | 2 | 1 | - | 8 | 5 | 5 |
| 2 | تونس   | 3 | 2 | - | 1 | 9 | 8 | 4 |
| 3 | العراق | 3 | 1 | 1 | 1 | 8 | 8 | 3 |
| 4 | ليبيا  | 3 | - | - | 3 | 5 | 9 | - |

### المجموعة الثانية
- السعودية  1-1  لبنان
- سوريا  6-0  الأردن
- لبنان  6-3  الأردن
- سوريا  2-2  لبنان
- السعودية  0-1 الأردن
- السعودية  3-1  سوريا

#### ترتيب المجموعة الثانية
| ت | الفريق   | م | ف | ت | خ | ل | ع  | ن |
| - | -------- | - | - | - | - | - | -- | - |
| 1 | لبنان    | 3 | 1 | 2 | - | 9 | 6  | 4 |
| 2 | سوريا    | 3 | 1 | 1 | 1 | 9 | 5  | 3 |
| 3 | السعودية | 3 | 1 | 1 | 1 | 4 | 3  | 3 |
| 4 | الأردن   | 3 | 1 | - | 2 | 4 | 12 | - |

### الدور نصف النهائي
- المغرب  1-1  سوريا (فازت سوريا بالقرعة)
- لبنان  2-4  تونس

### المركز الثالث
- المغرب  - لبنان  (انسحبت المغرب ففاز لبنان بالميدالية البرونزية)

### المباراة النهائية
- سوريا  3-1  تونس

## الترتيب النهائي
| الرياضة   | الذهبية | الفضية | البرونزية |
| --------- | ------- | ------ | --------- |
| كرة القدم | سوريا   | تونس   | لبنان     |